# Wahlkreis Seregno (Camera dei deputati)
Der Wahlkreis Seregno war von 1993 bis 2005 und ist seit 2017 wieder ein Wahlkreis (italienisch collegio elettorale) für die Wahl der Abgeordnetenkammer.

## Von 1993 bis 2005

### Wahlkreisgebiet
Der Wahlkreis umfasste 9 Gemeinden (Albiate, Besana in Brianza, Briosco, Carate Brianza, Giussano, Renate, Seregno, Triuggio, Veduggio con Colzano und Verano Brianza).

### Wahlergebnisse

#### Parlamentswahl 1994

##### Direktstimmen
| Kandidaten               | Kandidaten                | Parteien                                 | Stimmen | %    |
| ------------------------ | ------------------------- | ---------------------------------------- | ------- | ---- |
|                          | Francesco Formentigewählt | Polo delle Libertà (FI – LN – CCD – UdC) | 54.587  | 61,4 |
|                          | Zaccheo Moscheni          | Progressisti                             | 14.736  | 16,6 |
|                          | Erminio Barzaghi          | Patto per l’Italia                       | 14.716  | 16,6 |
|                          | Giuseppe Anastasi         | Alleanza Nazionale                       | 4.827   | 5,4  |
| Gesamt                   | Gesamt                    | Gesamt                                   | 88.866  | 100  |
|                          |                           |                                          |         |      |
| Ungültige Stimmen        | Ungültige Stimmen         | Ungültige Stimmen                        | 4.538   | 4,9  |
| Wähler                   | Wähler                    | Wähler                                   | 93.404  | 93,5 |
| Wahlberechtigte          | Wahlberechtigte           | Wahlberechtigte                          | 99.856  |      |
|                          |                           |                                          |         |      |
| Quelle: Innenministerium |                           |                                          |         |      |

##### Listenstimmen
| Parteien                             | Parteien                | Parteien                           | Stimmen | %    |
| ------------------------------------ | ----------------------- | ---------------------------------- | ------- | ---- |
|                                      | Polo delle Libertà      | Forza Italia                       | 24.689  | 27,5 |
| Lega Nord                            | Polo delle Libertà      | 23.592                             | 26,3    |      |
| ↳ Gesamt                             | Polo delle Libertà      | 48.281                             | 53,8    |      |
|                                      | Progressisti            | Partito Democratico della Sinistra | 8.065   | 9,0  |
| Partito della Rifondazione Comunista | Progressisti            | 2.928                              | 3,3     |      |
| Federazione dei Verdi                | Progressisti            | 1.835                              | 2,0     |      |
| La Rete                              | Progressisti            | 1.155                              | 1,3     |      |
| Partito Socialista Italiano          | Progressisti            | 920                                | 1,0     |      |
| Alleanza Democratica                 | Progressisti            | 811                                | 0,9     |      |
| ↳ Gesamt                             | Progressisti            | 15.714                             | 17,5    |      |
|                                      | Patto per l’Italia      | Partito Popolare Italiano          | 11.039  | 12,3 |
| Patto Segni                          | Patto per l’Italia      | 4.394                              | 4,9     |      |
| ↳ Gesamt                             | Patto per l’Italia      | 15.433                             | 17,2    |      |
|                                      | Alleanza Nazionale      | Alleanza Nazionale                 | 3.864   | 4,3  |
|                                      | Lista Marco Pannella    | Lista Marco Pannella               | 3.829   | 4,3  |
|                                      | Lega Alpina Lumbarda    | Lega Alpina Lumbarda               | 1.699   | 1,9  |
|                                      | La Lega di Angela Bossi | La Lega di Angela Bossi            | 873     | 1,0  |
| Gesamt                               | Gesamt                  | Gesamt                             | 89.693  | 100  |
|                                      |                         |                                    |         |      |
| Ungültige Stimmen                    | Ungültige Stimmen       | Ungültige Stimmen                  | 3.711   | 4,0  |
| Wähler                               | Wähler                  | Wähler                             | 93.404  | 93,5 |
| Wahlberechtigte                      | Wahlberechtigte         | Wahlberechtigte                    | 99.856  |      |
|                                      |                         |                                    |         |      |
| Quelle: Innenministerium             |                         |                                    |         |      |

#### Parlamentswahl 1996

##### Direktstimmen
| Kandidaten               | Kandidaten                    | Parteien            | Stimmen | %    |
| ------------------------ | ----------------------------- | ------------------- | ------- | ---- |
|                          | Alessandro Rubinogewählt      | Polo per le Libertà | 33.105  | 37,8 |
|                          | Francesco Formenti            | Lega Nord           | 26.816  | 30,6 |
|                          | Angelo Amedeo Guerraggio      | L’Ulivo             | 25.956  | 29,7 |
|                          | Alessandro Bruno Mario Piazza | Fiamma Tricolore    | 1.633   | 1,9  |
| Gesamt                   | Gesamt                        | Gesamt              | 87.510  | 100  |
|                          |                               |                     |         |      |
| Ungültige Stimmen        | Ungültige Stimmen             | Ungültige Stimmen   | 4.841   | 5,2  |
| Wähler                   | Wähler                        | Wähler              | 92.351  | 90,8 |
| Wahlberechtigte          | Wahlberechtigte               | Wahlberechtigte     | 101.707 |      |
|                          |                               |                     |         |      |
| Quelle: Innenministerium |                               |                     |         |      |

##### Listenstimmen
| Parteien                                          | Parteien                             | Parteien                             | Stimmen | %    |
| ------------------------------------------------- | ------------------------------------ | ------------------------------------ | ------- | ---- |
|                                                   | Polo per le Libertà                  | Forza Italia                         | 23.916  | 27,3 |
| Alleanza Nazionale                                | Polo per le Libertà                  | 5.867                                | 6,7     |      |
| CCD – CDU                                         | Polo per le Libertà                  | 5.055                                | 5,8     |      |
| ↳ Gesamt                                          | Polo per le Libertà                  | 34.838                               | 39,8    |      |
|                                                   | Lega Nord                            | Lega Nord                            | 25.702  | 29,3 |
|                                                   | L’Ulivo                              | Partito Democratico della Sinistra   | 9.465   | 10,8 |
| Popolari per Prodi (PPI – SVP – PRI – UD – Prodi) | L’Ulivo                              | 5.890                                | 6,7     |      |
| Rinnovamento Italiano                             | L’Ulivo                              | 3.313                                | 3,8     |      |
| Federazione dei Verdi                             | L’Ulivo                              | 1.688                                | 1,9     |      |
| ↳ Gesamt                                          | L’Ulivo                              | 20.356                               | 23,2    |      |
|                                                   | Partito della Rifondazione Comunista | Partito della Rifondazione Comunista | 4.264   | 4,9  |
|                                                   | Lista Pannella – Sgarbi              | Lista Pannella – Sgarbi              | 1.859   | 2,1  |
|                                                   | Fiamma Tricolore                     | Fiamma Tricolore                     | 518     | 0,6  |
|                                                   | Partito Umanista                     | Partito Umanista                     | 88      | 0,1  |
| Gesamt                                            | Gesamt                               | Gesamt                               | 87.625  | 100  |
|                                                   |                                      |                                      |         |      |
| Ungültige Stimmen                                 | Ungültige Stimmen                    | Ungültige Stimmen                    | 4.726   | 5,1  |
| Wähler                                            | Wähler                               | Wähler                               | 92.351  | 90,8 |
| Wahlberechtigte                                   | Wahlberechtigte                      | Wahlberechtigte                      | 101.707 |      |
|                                                   |                                      |                                      |         |      |
| Quelle: Innenministerium                          |                                      |                                      |         |      |

#### Parlamentswahl 2001

##### Direktstimmen
| Kandidaten               | Kandidaten               | Parteien           | Stimmen | %    |
| ------------------------ | ------------------------ | ------------------ | ------- | ---- |
|                          | Andrea Di Teodorogewählt | Casa delle Libertà | 52.837  | 60,6 |
|                          | Giampiero Corbetta       | L’Ulivo            | 29.695  | 34,0 |
|                          | Francesco Cavallini      | Lista Di Pietro    | 4.709   | 5,4  |
| Gesamt                   | Gesamt                   | Gesamt             | 87.241  | 100  |
|                          |                          |                    |         |      |
| Ungültige Stimmen        | Ungültige Stimmen        | Ungültige Stimmen  | 5.592   | 6,0  |
| Wähler                   | Wähler                   | Wähler             | 92.833  | 88,5 |
| Wahlberechtigte          | Wahlberechtigte          | Wahlberechtigte    | 104.857 |      |
|                          |                          |                    |         |      |
| Quelle: Innenministerium |                          |                    |         |      |

##### Listenstimmen
| Parteien                       | Parteien                             | Parteien                               | Stimmen | %    |
| ------------------------------ | ------------------------------------ | -------------------------------------- | ------- | ---- |
|                                | Casa delle Libertà                   | Forza Italia                           | 33.931  | 38,4 |
| Lega Nord                      | Casa delle Libertà                   | 12.602                                 | 14,3    |      |
| Alleanza Nazionale             | Casa delle Libertà                   | 6.422                                  | 7,3     |      |
| CCD – CDU                      | Casa delle Libertà                   | 2.422                                  | 2,7     |      |
| ↳ Gesamt                       | Casa delle Libertà                   | 55.377                                 | 62,6    |      |
|                                | L’Ulivo                              | La Margherita (Dem – PPI – RI – Udeur) | 13.796  | 15,6 |
| Democratici di Sinistra        | L’Ulivo                              | 6.462                                  | 7,3     |      |
| Il Girasole (FdV – SDI)        | L’Ulivo                              | 1.361                                  | 1,5     |      |
| Partito dei Comunisti Italiani | L’Ulivo                              | 891                                    | 1,0     |      |
| ↳ Gesamt                       | L’Ulivo                              | 22.510                                 | 25,5    |      |
|                                | Lista Di Pietro                      | Lista Di Pietro                        | 3.253   | 3,7  |
|                                | Partito della Rifondazione Comunista | Partito della Rifondazione Comunista   | 3.098   | 3,5  |
|                                | Lista Emma Bonino                    | Lista Emma Bonino                      | 2.190   | 2,5  |
|                                | Partito Pensionati                   | Partito Pensionati                     | 1.027   | 1,2  |
|                                | Democrazia Europea                   | Democrazia Europea                     | 898     | 1,0  |
|                                | Abolizione Scorporo                  | Abolizione Scorporo                    | 75      | 0,1  |
| Gesamt                         | Gesamt                               | Gesamt                                 | 88.428  | 100  |
|                                |                                      |                                        |         |      |
| Ungültige Stimmen              | Ungültige Stimmen                    | Ungültige Stimmen                      | 4.416   | 4,8  |
| Wähler                         | Wähler                               | Wähler                                 | 92.844  | 88,5 |
| Wahlberechtigte                | Wahlberechtigte                      | Wahlberechtigte                        | 104.857 |      |
|                                |                                      |                                        |         |      |
| Quelle: Innenministerium       |                                      |                                        |         |      |

## Von 2017 bis 2020

### Wahlkreisgebiet
Der Wahlkreis umfasste 15 Gemeinden der Provinz Monza und Brianza (Albiate, Besana in Brianza, Bovisio-Masciago, Briosco, Carate Brianza, Cesano Maderno, Desio, Giussano, Lissone, Renate, Seregno, Seveso, Triuggio, Veduggio con Colzano und Verano Brianza).

### Wahlergebnisse

#### Parlamentswahl 2018
| Kandidaten               | Kandidaten               | Stimmen | %    | Listen                                      | Stimmen | %    |
| ------------------------ | ------------------------ | ------- | ---- | ------------------------------------------- | ------- | ---- |
|                          | Paola Frassinettigewählt | 89.132  | 49,2 | Lega                                        | 52.294  | 28,9 |
| Forza Italia             | Paola Frassinettigewählt | 89.132  | 49,2 | 27.413                                      | 15,1    |      |
| Fratelli d’Italia        | Paola Frassinettigewählt | 89.132  | 49,2 | 7.313                                       | 4,0     |      |
| Noi con l’Italia – UDC   | Paola Frassinettigewählt | 89.132  | 49,2 | 2.112                                       | 1,2     |      |
|                          | Davide Tripiedi          | 42.422  | 23,4 | Movimento 5 Stelle                          | 42.422  | 23,4 |
|                          | Maria Antonia Molteni    | 39.643  | 21,9 | Partito Democratico                         | 33.229  | 18,3 |
| +Europa                  | Maria Antonia Molteni    | 39.643  | 21,9 | 5.232                                       | 2,9     |      |
| Italia Europa Insieme    | Maria Antonia Molteni    | 39.643  | 21,9 | 630                                         | 0,3     |      |
| Civica Popolare          | Maria Antonia Molteni    | 39.643  | 21,9 | 552                                         | 0,3     |      |
|                          | Michela Vaccaro          | 4.259   | 2,4  | Liberi e Uguali                             | 4.259   | 2,4  |
|                          | Marta Galimberti         | 1.382   | 0,8  | CasaPound Italia                            | 1.382   | 0,8  |
|                          | Paolo De Bortoli         | 1.242   | 0,7  | Italia agli Italiani (FT – FN)              | 1.242   | 0,7  |
|                          | Giorgio Celsi            | 1.033   | 0,6  | Il Popolo della Famiglia                    | 1.033   | 0,6  |
|                          | Simone Crinò             | 1.020   | 0,6  | Potere al Popolo!                           | 1.020   | 0,6  |
|                          | Cristiano Di Battista    | 526     | 0,3  | 10 Volte Meglio                             | 526     | 0,3  |
|                          | Valentina Fumagalli      | 377     | 0,2  | Per una Sinistra Rivoluzionaria (SCR – PCL) | 377     | 0,2  |
|                          | Adriano Crepaldi         | 145     | 0,1  | Partito Repubblicano Italiano – ALA         | 145     | 0,1  |
| Gesamt                   | Gesamt                   | 181.181 | 100  |                                             | 181.181 | 100  |
|                          |                          |         |      |                                             |         |      |
| Ungültige Stimmen        | Ungültige Stimmen        | 4.882   | 2,6  |                                             |         |      |
| Wähler                   | Wähler                   | 186.063 | 78,1 |                                             |         |      |
| Wahlberechtigte          | Wahlberechtigte          | 238.224 |      |                                             |         |      |
|                          |                          |         |      |                                             |         |      |
| Quelle: Innenministerium |                          |         |      |                                             |         |      |

## Seit 2020

### Wahlkreisgebiet
| Wahlkreise – Camera dei deputati – Lombardei | Wahlkreise – Camera dei deputati – Lombardei | Wahlkreise – Camera dei deputati – Lombardei |
| Provinz                                      | Provinz                                      | Gemeinden nach Provinzen ⮞ Wahlkreis |
| -------------------------------------------- | -------------------------------------------- | --- |
|                                              | Metropolitanstadt Mailand (133 Gemeinden)    | ↳ Lombardei 1: Teil Mailands ⮞ Wahlkreis Mailand – Bande Nere Teil Mailands ⮞ Wahlkreis Mailand – Buenos Aires – Venezia Teil Mailands ⮞ Wahlkreis Mailand – Loreto 40 ⮞ Wahlkreis Rozzano 31 ⮞ Wahlkreis Legnano 33 ⮞ Wahlkreis Cologno Monzese 17 ⮞ Wahlkreis Sesto San Giovanni ↳ Lombardei 4: 11 ⮞ Wahlkreis Lodi |
|                                              | Provinz Bergamo (243 Gemeinden)              | ↳ Lombardei 2: 36 ⮞ Wahlkreis Lecco ↳ Lombardei 3: 117 ⮞ Wahlkreis Bergamo 90 ⮞ Wahlkreis Treviglio |
|                                              | Provinz Brescia (205 Gemeinden)              | ↳ Lombardei 3: 37 ⮞ Wahlkreis Brescia 46 ⮞ Wahlkreis Desenzano del Garda 112 ⮞ Wahlkreis Lumezzane ↳ Lombardei 4: 10 ⮞ Wahlkreis Cremona |
|                                              | Provinz Como (148 Gemeinden)                 | 66 ⮞ Wahlkreis Como 82 ⮞ Wahlkreis Sondrio |
|                                              | Provinz Cremona (113 Gemeinden)              | alle ⮞ Wahlkreis Cremona |
|                                              | Provinz Lecco (84 Gemeinden)                 | alle ⮞ Wahlkreis Lecco |
|                                              | Provinz Lodi (60 Gemeinden)                  | alle ⮞ Wahlkreis Lodi |
|                                              | Provinz Mantua (64 Gemeinden)                | alle ⮞ Wahlkreis Mantua |
|                                              | Provinz Monza und Brianza (55 Gemeinden)     | 30 ⮞ Wahlkreis Monza 25 ⮞ Wahlkreis Seregno |
|                                              | Provinz Pavia (186 Gemeinden)                | 157 ⮞ Wahlkreis Pavia 29 ⮞ Wahlkreis Lodi |
|                                              | Provinz Sondrio (77 Gemeinden)               | alle ⮞ Wahlkreis Sondrio |
|                                              | Provinz Varese (138 Gemeinden)               | 101 ⮞ Wahlkreis Varese 37 ⮞ Wahlkreis Busto Arsizio |

Der Wahlkreis umfasst 25 Gemeinden der Provinz Monza und Brianza.

### Wahlergebnisse

#### Parlamentswahl 2022
| Kandidaten                          | Kandidaten               | Stimmen | %    | Listen                                                  | Stimmen | %    |
| ----------------------------------- | ------------------------ | ------- | ---- | ------------------------------------------------------- | ------- | ---- |
|                                     | Andrea Crippagewählt     | 117.166 | 54,1 | Fratelli d’Italia                                       | 63.413  | 29,3 |
| Lega per Salvini Premier            | Andrea Crippagewählt     | 117.166 | 54,1 | 30.516                                                  | 14,1    |      |
| Forza Italia                        | Andrea Crippagewählt     | 117.166 | 54,1 | 20.690                                                  | 9,6     |      |
| Noi Moderati                        | Andrea Crippagewählt     | 117.166 | 54,1 | 2.547                                                   | 1,2     |      |
|                                     | Jenny Arienti            | 51.442  | 23,7 | Partito Democratico – Italia Democratica e Progressista | 36.950  | 17,1 |
| +Europa                             | Jenny Arienti            | 51.442  | 23,7 | 7.006                                                   | 3,2     |      |
| Alleanza Verdi e Sinistra           | Jenny Arienti            | 51.442  | 23,7 | 6.607                                                   | 3,0     |      |
| Impegno Civico – Centro Democratico | Jenny Arienti            | 51.442  | 23,7 | 879                                                     | 0,4     |      |
|                                     | Antonino Foti            | 19.943  | 9,2  | Azione – Italia Viva                                    | 19.943  | 9,2  |
|                                     | Sara Montrasio           | 17.833  | 8,2  | Movimento 5 Stelle                                      | 17.833  | 8,2  |
|                                     | Marco Pipino             | 4.370   | 2,0  | Italexit per l’Italia                                   | 4.370   | 2,0  |
|                                     | Vincenzo Rizzo           | 2.280   | 1,1  | Italia Sovrana e Popolare                               | 2.280   | 1,1  |
|                                     | Maria Angela Piumatti    | 2.013   | 0,9  | Unione Popolare                                         | 2.013   | 0,9  |
|                                     | Federico Velati          | 1.444   | 0,7  | Vita                                                    | 1.444   | 0,7  |
|                                     | Francesco Maria Sabatino | 139     | 0,1  | Noi di Centro – Europeisti                              | 139     | 0,1  |
| Gesamt                              | Gesamt                   | 216.630 | 100  |                                                         | 216.630 | 100  |
|                                     |                          |         |      |                                                         |         |      |
| Ungültige Stimmen                   | Ungültige Stimmen        | 8.396   | 3,7  |                                                         |         |      |
| Wähler                              | Wähler                   | 225.026 | 70,2 |                                                         |         |      |
| Wahlberechtigte                     | Wahlberechtigte          | 320.686 |      |                                                         |         |      |
|                                     |                          |         |      |                                                         |         |      |
| Quelle: Innenministerium            |                          |         |      |                                                         |         |      |